# Tidkula

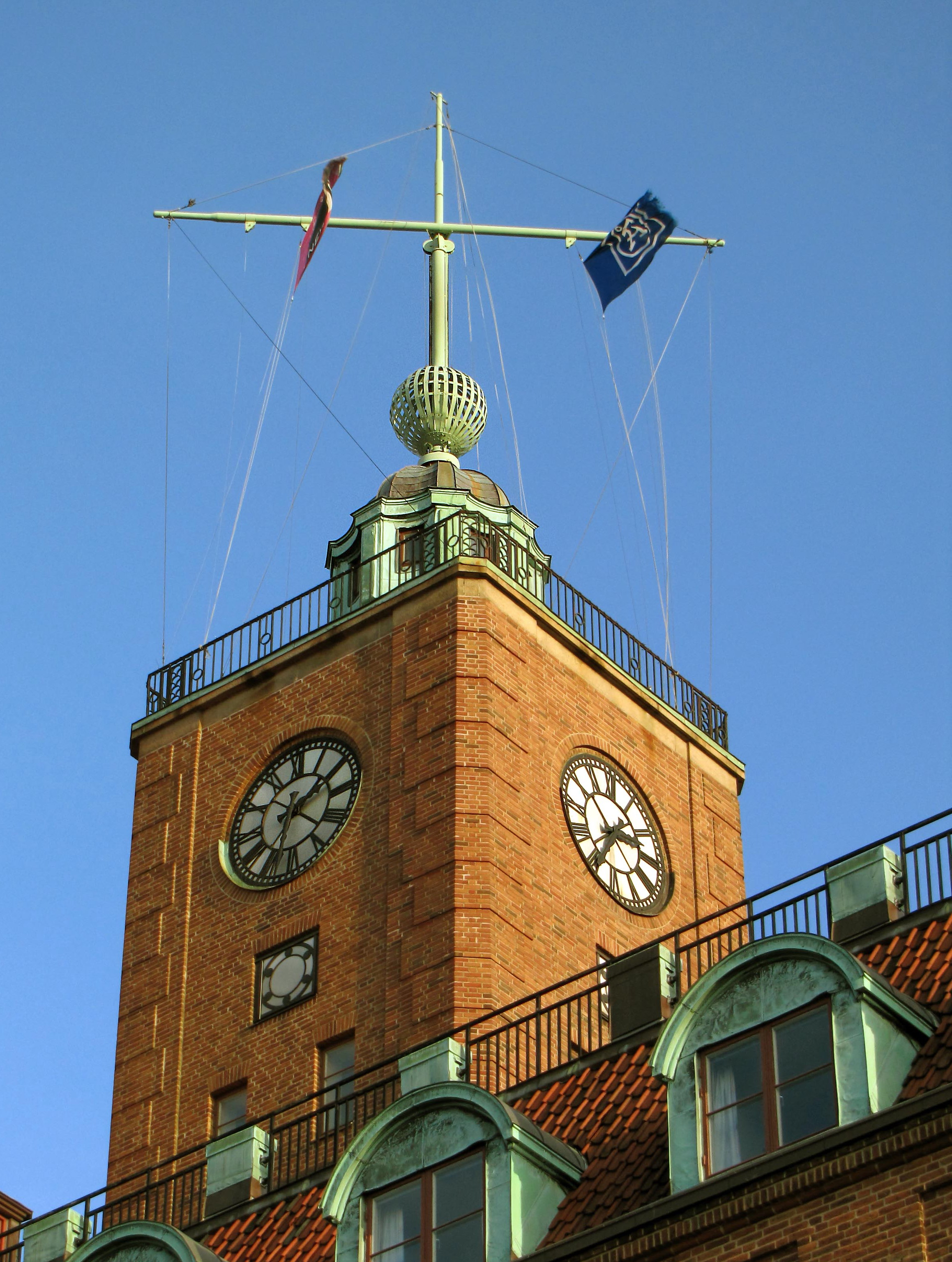
Tidkulan på Navigationsskolan i Göteborg.

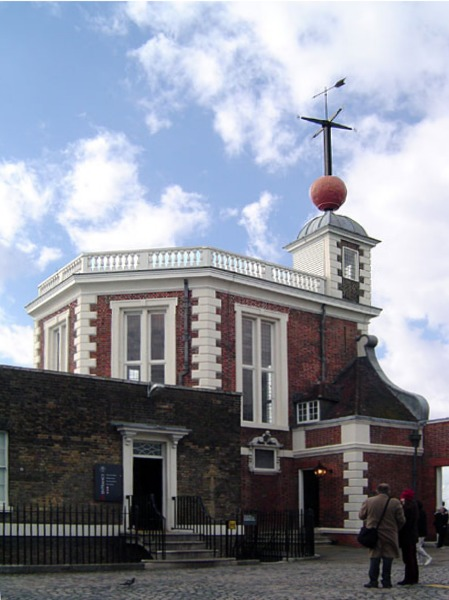
En röd tidkula vid observatoriet i Greenwich.

En tidkula är en stor, målad kula av trä eller metall som man förr lät falla vid förutbestämda tidpunkter, i första hand för att sjömän på fartyg i närheten ska kunna ställa sina kronometrar. Med hjälp av korrekt tid kunde sjöfarare använda astronomiska observationer till havs för att bestämma sin longitud.

## Funktion
Tidkulestationens egen klocka rättades efter astronomiska observationer av när solen och stjärnorna passerade en given longitud. Ursprungligen behövde tidkulan därför antingen vara lokaliserad vid själva det astronomiska observatoriet, eller också ha en mycket exakt klocka som manuellt hölls synkroniserad med observatoriets tidsbestämningar. Men när man började använda den elektriska telegrafen (från omkring 1850), kunde tidkulor placeras på andra ställen och fjärrstyras från den plats där tiden bestämdes.
Tidkulor släpptes vanligen klockan 13, utom i USA, där de släpptes klockan 12. De hissades halvvägs omkring 5 minuter före utsatt tid för att varsko fartygen, och när 2–3 minuter återstod hissades de till toppen. Det var fallets början som markerade den förutbestämda tidpunkten, inte när kulan nådde slutet på sitt fall.
Kulorna brukade inte släppas klockan 12, eftersom man på observatorierna då var upptagna med att göra sina tidsbestämningar.

## Historia
Den första tidkulan restes vid Portsmouth år 1829 av sin uppfinnare Robert Wauchope, kapten i brittiska armén. Flera stationer sattes därefter upp i de större engelska hamnarna, bland annat i Liverpool, och på andra platser runtom i världen. En byggdes 1833 vid observatoriet i Greenwich av den "kungliga astronomen" John Pond, och den har fallit klockan 13 varje dag sedan dess.
När man började sända tidssignaler via radio (i Storbritannien från 1924), har tidkulor efterhand blivit onödiga och många förstördes på 1920-talet.

## Tidkulor idag
Idag finns över sextio tidkulor, bland annat på följande orter:
- Jubilee Clock Tower i Brighton, Storbritannien (indikerar varje timme)[3]
- Deal i Kent, Storbritannien
- Nelson's Monument på Calton Hill i Edinburgh, Storbritannien
- Fremantle i Western Australia, Australien
- Gdańsk i Polen (Denna tidkula sattes upp 1876, flyttades till fyren i Gdańsk 1894, och togs bort 1929. Den rekonstruerades 2008 från originalritningar.)[2]
- Observatoriet i Greenwich, London, Storbritannien
- Navigationsskolan i Göteborg, Sverige
- Navigationsskolan, Stockholm, Sverige
- Lyttelton i Nya Zeeland
- United States Naval Observatory i Maryland, USA
- Observatoriet i Sydney, Australien
- Victoria & Alfred Waterfront i Kapstaden, Sydafrika
- Point Gellibrand i Victoria, Australien

En modern variant av tidkula är släppandet av en kula på nyårsafton, speciellt på  Times Square i New York. I motsats till en traditionell tidkula där fallet påbörjas precis på det indikerade klockslaget, påbörjas fallet på Times square den 31 december klockan 23:59:00  och avslutas en minut senare, exakt vid midnatt, när det nya året börjar. När det gamla året 1987 avslutades med en skottsekund, varade kulans fall i 61 sekunder och nedräkningen löd då "… 5, 4, 3, 2, 1, skottsekund, noll".